# Gran Guglia
La Gran Guglia (2.819 m s.l.m.) è una montagna delle Alpi del Monginevro nelle Alpi Cozie. Si trova alla testata della Val Germanasca in provincia di Torino.

## Caratteristiche
Nei pressi della vetta è collocata una grande campana dedicata ai caduti della montagna.

## Salita alla vetta
Si può salire sulla vetta partendo dal Rifugio Lago Verde oppure direttamente dalla località Bout du Col di Ghigo di Prali.

## Cartografia
- Cartografia ufficiale italiana dell'Istituto Geografico Militare (IGM) in scala 1:25.000 e 1:100.000, consultabile on line
- 5 - Val Germanasca e Val Chisone, scala 1:25.000, ed. Fraternali
- 1 - Valli di Susa, Chisone e Germanasca, scala 1:50.000, ed. IGC - Istituto Geografico Centrale